# Ardisia tetrasepala
Ardisia tetrasepala är en viveväxtart som beskrevs av George King och Gamble. Ardisia tetrasepala ingår i släktet Ardisia och familjen viveväxter. Inga underarter finns listade i Catalogue of Life.